# Феліпе Фелікс
Феліпе Алмейда Фелікс Квачантірадзе або просто Феліпе Фелікс (порт.-браз. Felipe Almeida Félix Kvachantiradze / Felipe Félix; нар. 20 квітня 1985, Ітаньяєн, Сан-Паулу, Бразилія) — бразильський футболіст, центральний нападник.

## Життєпис
Народився в місті Ітаньяєн, штат Сан-Паулу. На юнацькому рівні виступав за «Сан-Паулу», «Корінтіанс», «Португезу», «Крісіуму», «Атлетіку Паранаенсі». Протягом своєї кар’єри на батьківщині грав лише на аматорському рівні, в «Назаренос».
На професіональному рівні грав у Португалії за клуби «Ош Назаренуш», «Пампільоза», «Торреєнсе» та «Одівелаш».
З сезону 2008 року — гравець ФК «Спартак-Нальчик». У чемпіонаті Росії провів 19 матчів, не забив жодного м'яча. Провів один матч у розіграші Кубку Росії.
У липні 2009 року відданий в оренду азербайджанському клубу «Баку». На рахунку Фелікса три м'ячі у кваліфікаційних матчах Ліги чемпіонів 2009/10 та один – у матчі Лізі Європи.
У 2010 році грав у бразильському клубі «Ріо-Бранко» (штат Сан-Паулу). У червні 2010 року стало відомо, що Фелікс знайшов новий варіант працевлаштування, але «Спартак-Нальчик» відмовився відпускати гравця без компенсації. У серпні 2010 року підписав 1-річний контракт із португальським клубом «Лейшойш» з Сегунда-Ліги. Першим голом на професіональному рівні відзначився  у віці майже 26 років, допоміг здобути  виїзну нічию (3:3) проти «Фреамунде».
Влітку 2011 року перейшов до угорського «Ференцвароша» і в першому ж матчі (у Лізі Європи проти вірменського «Уліссеса») відзначився голом. У 6 матчах чемпіонату відзначився 1-м голом, після чого розірвав контракт із угорським клубом.
У січні 2012 року побував на перегляді у луганській «Зорі».
З червня 2013 року брав участь у тритижневому перегляді в японському «Консадолє Саппоро» та офіційно приєднався до клубу вже в липні.
27 лютого 2014 року перейшов у команду другого дивізіону Китаю «Бейцзинь Баши», а вже наступного року перебрався до іншого клубу Першої ліги Китаю «Синцзянь Тяньшань».
У липні 2015 року приєднався до японського клубу «Кіото Санґа».
У квітні 2018 року після 3-річної відсутності у професіональному футболі отримав можливість підписати контракт з командою японської Джей-ліги 3 «Джиаванц Кітакюсю». По завершенні сезону у зв'язку з закінченням контракту оголосив про завершення футбольної кар'єри